# المؤسس (فلم)
المؤسس (بالإنجليزية: The Founder) فيلم سيرة ذاتية ودراما أمريكي صدر عام 2016، من إخراج جون لي هانكوك وتأليف روبرت سيغل. الفيلم من بطولة مايكل كيتون بدور راي كروك ويصور قصة شرائه لشركة ماكدونالدز للوجبات السريعة. نيك أوفرمان وجون كارول لينتش يلعبان دور مؤسسي ماكدونالد ريتشارد وموريس ماكدونالد.

## روابط خارجية
- مقالات تستعمل روابط فنية بلا صلة مع ويكي بيانات